# Podargus
Podargus is een geslacht van vogels uit de familie kikkerbekken (Podargidae).

## Soorten
Het geslacht kent de volgende soorten:
- Podargus ocellatus  – Gemarmerde uilnachtzwaluw
- Podargus papuensis  – Reuzenuilnachtzwaluw
- Podargus strigoides  – Uilnachtzwaluw